# Leichtathletik-Länderkampf der Männer 1962 BR Deutschland – Polen
| 8. Leichtathletik-Länderkampf mit bundesdeutscher Beteiligung 1962 | 8. Leichtathletik-Länderkampf mit bundesdeutscher Beteiligung 1962 |               |
| ------------------------------------------------------------------ | ------------------------------------------------------------------ | ------------- |
|                                                                    |                                                                    |               |
| Ländervergleich der Männer: BR Deutschland – Polen                 |                                                                    |               |
| Austragungsort                                                     | Frankfurt am Main                                                  |               |
| Wettbewerbe                                                        | 20                                                                 |               |
| Datum                                                              | 13./14. Oktober 1962                                               |               |
| 1. POL 2. FRG                                                      | 106,5 Punkte 104,5 Punkte                                          |               |
| Chronik                                                            |                                                                    |               |
| ← SUI-FRG 10kampf (M)                                              | POL-FRG (F) →                                                      | POL-FRG (F) → |

Den achten Vergleich des Länderkampfjahres 1962 bestritten die Männer gegen die starken Polen. Die Begegnung wurde am 13./14. Oktober in Frankfurt am Main ausgetragen. Zuletzt hatten sich die polnischen Athleten 1960 ziemlich deutlich durchgesetzt, nachdem es in den fünf Aufeinandertreffen davor immer sehr eng zugegangen war. Drei Mal hatte Deutschland gewonnen, zwei Mal Polen und einmal hatte es ein Unentschieden gegeben. Auch die Frauen der beiden Länder trafen an diesem Wochenende aufeinander, allerdings fand diese Veranstaltung in Polen statt.

## Wettbewerbe und Modus
Auf dem Programm standen die bei Länderkämpfen üblichen zwanzig Disziplinen. Aus dem olympischen Wettbewerbskatalog fehlten nur der Marathonlauf, die beiden Gehdisziplinen und der Zehnkampf. Die Wertung erfolgte in den Einzeldisziplinen nach dem Standardsystem, in den Staffeln wurden die Punkte abweichend vom Standard mit vier zu eins anstelle von fünf zu zwei Punkten vergeben.

## Ergebnis
In diesem Aufeinandertreffen kam es zu dem von den meisten Begegnungen dieser beiden Länder gewohnten knappen Ausgang. Im Laufbereich waren die bundesdeutschen Leichtathleten klar stärker als ihre Gegner. Sie entschieden bei drei Doppelerfolgen sechs Läufe für sich, die polnischen Athleten kamen auf vier Siege ohne Doppelerfolg. Auch beide Staffeln gingen an Deutschland. In den Sprung- und Wurf-/Stoßwettbewerben waren die Polen überlegen. Sie sicherten sich alle Würfe und das Kugelstoßen und erzielten dabei zwei Doppelerfolge. Von den Sprüngen gewannen die deutschen Sportler nur den Stabhochsprung, hier belegten sie die Plätze eins und zwei. Polen lag in den anderen drei Sprungdisziplinen vorn, zweimal mit einem Doppelerfolg. Am Ende trennten die beiden Teams zwei Punkte, Polen siegte mit 106,5 zu 104,5 Punkten.

## Legende
Kurze Übersicht zur Bedeutung der Symbolik – so üblicherweise auch in sonstigen Veröffentlichungen verwendet:
| DNF | nicht im Ziel (did not finish) |

## Resultate

### 100 m
| Platz | Athlet            | Land | Zeit (s) |
| ----- | ----------------- | ---- | -------- |
| 1     | Alfred Hebauf     | FRG  | 10,4     |
| 2     | Peter Gamper      | FRG  | 10,4     |
| 3     | Jerzy Juskowiak   | POL  | 10,5     |
| 4     | Andrzej Zieliński | POL  | 10,6     |

Datum: 13. Oktober

### 200 m
| Platz | Athlet            | Land | Zeit (s) |
| ----- | ----------------- | ---- | -------- |
| 1     | Marian Foik       | POL  | 20,9     |
| 2     | Heinz Schumann    | FRG  | 21,1     |
| 3     | Andrzej Zieliński | POL  | 21,3     |
| 4     | Manfred Germar    | FRG  | 39,4     |

Datum: 14. Oktober

### 400 m
| Platz | Athlet             | Land | Zeit (s) |
| ----- | ------------------ | ---- | -------- |
| 1     | Hans-Joachim Reske | FRG  | 47,4     |
| 2     | Ireneusz Kluczek   | POL  | 47,9     |
| 3     | Jürgen Kalfelder   | FRG  | 48,0     |
| 4     | Jerzy Kowalski     | POL  | 48,0     |

Datum: 13. Oktober

### 800 m
| Platz | Athlet            | Land | Zeit (min) |
| ----- | ----------------- | ---- | ---------- |
| 1     | Manfred Kinder    | FRG  | 1:50,5     |
| 2     | Herbert Missalla  | FRG  | 1:50,8     |
| 3     | Witold Baran      | POL  | 1:51,1     |
| 4     | Jerzy Bruszkowski | POL  | 1:52,8     |

Datum: 14. Oktober

### 1500 m
| Platz | Athlet            | Land | Zeit (min) |
| ----- | ----------------- | ---- | ---------- |
| 1     | Karl Eyerkaufer   | FRG  | 3:43,2     |
| 2     | Witold Baran      | POL  | 3:43,6     |
| 3     | Harald Norpoth    | FRG  | 3:45,5     |
| 4     | Edward Szklarczyk | POL  | 3:58,6     |

Datum: 13. Oktober

### 5000 m
| Platz | Athlet           | Land | Zeit (min) |
| ----- | ---------------- | ---- | ---------- |
| 1     | Kazimierz Zimny  | POL  | 14:10,2    |
| 2     | Peter Kubicki    | FRG  | 14:10,6    |
| 3     | Lech Boguszewicz | POL  | 14:11.2    |
| 4     | Horst Flosbach   | FRG  | 14:19,4    |

Datum: 13. Oktober

### 10.000 m
| Platz | Athlet          | Land | Zeit (min) |
| ----- | --------------- | ---- | ---------- |
| 1     | Kazimierz Zimny | POL  | 29:13,0    |
| 2     | Peter Kubicki   | FRG  | 29:15,4    |
| 3     | Stanisław Ożóg  | POL  | 29:24,8    |
| 4     | Gustav Disse    | FRG  | 29:34,4    |

Datum: 14. Oktober

### 110 m Hürden
| Platz | Athlet              | Land | Zeit (s) |
| ----- | ------------------- | ---- | -------- |
| 1     | Werner Trzmiel      | FRG  | 14,1     |
| 2     | Edward Bugała       | POL  | 14,4     |
| 3     | Walter Pensberger   | FRG  | 14,6     |
| 4     | Roman Kołodziejczyk | POL  | 14,7     |

Datum: 13. Oktober

### 400 m Hürden
| Platz | Athlet           | Land | Zeit (s) |
| ----- | ---------------- | ---- | -------- |
| 1     | Helmut Janz      | FRG  | 50,9     |
| 2     | Jörg Neumann     | FRG  | 51,8     |
| 3     | Edward Bugała    | POL  | 52,9     |
| 4     | Andrzej Mąkowski | POL  | 53,2     |

Datum: 14. Oktober

### 3000 m Hindernis
| Platz | Athlet                | Land | Zeit (min) |
| ----- | --------------------- | ---- | ---------- |
| 1     | Jerzy Chromik         | POL  | 8:45,6     |
| 2     | Wolfgang Fricke       | FRG  | 8:47,4     |
| 3     | Holger Hintzen        | FRG  | 9:25,8     |
| DNF   | Zdzisław Krzyszkowiak | POL  | gestürzt   |

Datum: 14. Oktober
Zdzislaw Krzyszkowiak stürzte ca. neunhundert Meter vor dem Ziel Sturz am Wassergraben. Anschließend wurde der Wassergraben in den letzten beiden Runden nicht mehr überlaufen.

### 4 × 100 m Staffel
| Platz | Besetzung      | Land                                                        | Zeit (s) |
| ----- | -------------- | ----------------------------------------------------------- | -------- |
| 1     | BR Deutschland | Klaus Ulonska Peter Gamper Jochen Bender Manfred Germar     | 39,6     |
| 2     | Polen          | Jerzy Juskowiak Andrzej Zieliński Andrzej Karcz Marian Foik | 39,8     |

### 4 × 400 m Staffel
| Platz | Besetzung      | Land                                                               | Zeit (min) |
| ----- | -------------- | ------------------------------------------------------------------ | ---------- |
| 1     | BR Deutschland | Jürgen Kalfelder Jens Ulbricht Johannes Schmitt Hans-Joachim Reske | 3:07,1     |
| 2     | Polen          | Stanisław Swatowski Jerzy Kowalski Marian Foik Ireneusz Kluczek    | 3:12,6     |

Datum: 14. Oktober

### Hochsprung
| Platz | Athlet                | Land | Höhe (m) |
| ----- | --------------------- | ---- | -------- |
| 1     | Edward Czernik        | POL  | 2,08     |
| 2     | Piotr Sobotta         | POL  | 2,00     |
| 3     | Wolfgang Schillkowski | FRG  | 2,00     |
| 4     | Ingomar Sieghart      | FRG  | 1,95     |

Datum: 14. Oktober

### Stabhochsprung
| Platz | Athlet              | Land | Höhe (m) |
| ----- | ------------------- | ---- | -------- |
| 1     | Wolfgang Reinhardt  | FRG  | 4,45     |
| 2     | Klaus Lehnertz      | FRG  | 4,40     |
| 3     | Włodzimierz Osiński | POL  | 4,40     |
| 4     | Bruno Byner         | POL  | 4,30     |

Datum: 13. Oktober

### Weitsprung
| Platz | Athlet            | Land | Weite (m) |
| ----- | ----------------- | ---- | --------- |
| 1     | Waldemar Gawron   | POL  | 7,64      |
| 2     | Manfred Steinbach | FRG  | 7,47      |
| 3     | Jan Jaskólski     | POL  | 7,41      |
| 4     | Jörg Jüttner      | FRG  | 7,28      |

Datum: 13. Oktober

### Dreisprung
| Platz | Athlet              | Land | Weite (m) |
| ----- | ------------------- | ---- | --------- |
| 1     | Józef Szmidt        | POL  | 16,37     |
| 2     | Ryszard Malcherczyk | POL  | 15,96     |
| 3     | Hans-Jörg Müller    | FRG  | 15,23     |
| 4     | Uwe Sievers         | FRG  | 14,98     |

Datum: 14. Oktober

### Kugelstoßen
| Platz | Athlet           | Land | Weite (m) |
| ----- | ---------------- | ---- | --------- |
| 1     | Alfred Sosgórnik | POL  | 18,39     |
| 2     | Władysław Komar  | POL  | 18,28     |
| 3     | Dietrich Urbach  | FRG  | 18,09     |
| 4     | Werner Heger     | FRG  | 16,34     |

Datum: 13. Oktober

### Diskuswurf
| Platz | Athlet            | Land | Weite (m) |
| ----- | ----------------- | ---- | --------- |
| 1     | Zenon Begier      | POL  | 56,03     |
| 2     | Edmund Piątkowski | POL  | 55,98     |
| 3     | Jens Reimers      | FRG  | 53,22     |
| 4     | Josef Klik        | FRG  | 51,07     |

Datum: 13. Oktober

### Hammerwurf
| Platz | Athlet              | Land | Weite (m) |
| ----- | ------------------- | ---- | --------- |
| 1     | Tadeusz Rut         | POL  | 64,68     |
| 2     | Siegfried Perleberg | FRG  | 62,63     |
| 3     | Hans Fahsl          | FRG  | 62,06     |
| 4     | Olgierd Ciepły      | POL  | 58,88     |

Datum: 13. Oktober

### Speerwurf
| Platz | Athlet           | Land | Weite (m) |
| ----- | ---------------- | ---- | --------- |
| 1     | Janusz Sidło     | POL  | 80,98     |
| 2     | Hermann Salomon  | FRG  | 80,08     |
| 3     | Marian Machowina | POL  | 78,97     |
| 4     | Rolf Herings     | FRG  | 77,87     |

Datum: 14. Oktober